# مجموعة فيرجن
مجموعة فيرجن البريطانية المحدودة هي رأس المال استثماري متنوع توصف في بعض الأحيان بالمنظمة التجارية أسسها ريتشارد برانسون الملياردير البريطاني مجالات الأعمال الأساسية هي السفر والترفيه وكان التأسيس في عام 1989
توجد فيرجن بجميع دول العالم وتتكون من أكثر من 400 شركة ومقره الشركة يوجد في لندن
.